# Свободное и открытое программное обеспечение
Свободное программное обеспечение с общедоступными (открытыми) исходными кодами (англ. Free/libre and open-source software (F(L)OSS))— категория программного обеспечения, которая включает в себя как свободное, так и открытое программное обеспечение. В английском языке слово «free» означает как «свободный», так и «бесплатный», что не одно и то же; поэтому в термин «FOSS» (free and open-source software) было включено слово «libre» (фр. «свободный»), чтобы подчеркнуть, что речь идёт именно о «free software» (свободное ПО), а не о «freeware» (бесплатное ПО).
В «free/libre and open-source software» союз «and» выполняет роль конъюнкции, то есть программное обеспечение относится к категории «FLOSS» тогда и только тогда, когда оно одновременно является и «free software», и «open-source software».
Считается, что впервые использовать термин «FLOSS» вместо термина «FOSS» предложил Rishab Aiyer Ghosh (англ.) в 2001 г. Однако термин «FOSS» без слова libre по-прежнему широко используется в сообществе разработчиков и пользователей свободного и открытого программного обеспечения. 